# Mathilde Heltbech
Mathilde Steenberg Heltbech (født 22. maj 1995 i Roskilde) er en dansk hækkeløber. Mathilde startede sin atletik karriere i Helsingør IF Atletik som 10 årig i 2005 - og skiftede i 2019 til Frederiksberg IF, hvor hun trænes af Poul Beck.
Ved Bassen Sprint i Bærum i Norge den 29. januar 2022 klarede Mathilde det direkte kvalifikationskrav på 8,16 sek. til VM Inde 2022 ved at løbe 8,13 sek. og samtidig tage en 1. plads.

## Danske mesterskaber
- 2021 100 m hækkeløb
- 2021  60 m hækkeløb
- 2020 100 m hækkeløb
- 2020  60 m hækkeløb
- 2019 100 m hækkeløb
- 2019  60 m hækkeløb
- 2018 100 m hækkeløb
- 2017 100 m hækkeløb
- 2017  60 m hækkeløb
- 2016 100 m hækkeløb
- 2016  60 m hækkeløb
- 2015 100 m hækkeløb
- 2015  60 m hækkeløb
- 2012 100 m hækkeløb
- 2011  60 m hækkeløb
- 2011 100 m hækkeløb

## Danske ungdomsmesterskaber
- 2012 Guld 60 m hækkeløb (inde)
- 2011 Guld 100 m hækkeløb
- 2011 Sølv 100 m
- 2011 Guld 60 m hækkeløb (inde)
- 2011 Guld 200 m (inde)
- 2011 Bronze 60 m (inde)
- 2010 Sølv 100 m
- 2010 Sølv 80 m hækkeløb
- 2010 Bronze 200 m
- 2010 Guld 200 m (inde)
- 2010 Bronze 60 m (inde)